# Rhysida nuda
Rhysida nuda är en mångfotingart som först beskrevs av Newport 1845.  Rhysida nuda ingår i släktet Rhysida och familjen Scolopendridae. Inga underarter finns listade i Catalogue of Life.